# Benoît Cohen
 (février 2021).
Pour les articles homonymes, voir Cohen.
Benoit Cohen est un producteur de cinéma, réalisateur, scénariste et écrivain français, né en 1969.

## Biographie
Après des études d’architecture, Benoit Cohen part à l’université de New York pour y suivre des cours de cinéma. Il revient avec un premier court-métrage et monte sa maison de production Shadows Films au sein de laquelle il met en scène et produit, en 1996, son premier long métrage Caméléone, un film policier interprété par Chiara Mastroianni.
En 2001, il réalise Les Acteurs anonymes, mise en abyme du métier de comédien, incarné, entre autres, par Mathieu Demy. Deux ans plus tard, il réunit la même troupe d’acteurs dans la comédie Nos enfants chéris, qui traite du cap de la trentaine et de l’arrivée du premier enfant. Il développe trois ans plus tard, avec les mêmes comédiens, une série du homonyme pour Canal +. Ce travail de troupe continue avec la comédie rock'n roll Qui m'aime me suive (2006) puis Les Violette (2009), dans lequel Benoît Cohen change de registre en signant un film expérimental sur l’enfance d’une petite fille schizophrène.
Entre 2011 et 2013, il réalise coup sur coup Tu seras un homme, long-métrage sur le passage à l’âge adulte et Tiger Lily, 4 femmes dans la vie pour France 2.
Il vit depuis 2014 à Brooklyn aux États-Unis où pour les besoins de l’écriture d’un scénario, il a passé son permis de chauffeur de taxi et conduit un yellow cab pendant six mois dans les rues de New York. Cette expérience a donné naissance au livre Yellow Cab (Flammarion, 2017). Dans la foulée, il en publie un second ouvrage racontant l’histoire de sa mère qui a accueilli un réfugié afghan chez elle pendant deux ans (Mohammad, ma mère et moi – Flammarion, 2018), roman qu'il a ensuite adapté en long-métrage, avec Fanny Ardant dans le rôle principal (sortie en salles en 2023). Il a publié également deux nouveaux ouvrages chez Flammarion : "Le prix du paradis" (2021) et "Formidable" (2023).
En 2021, s'inspirant de Yellow Cab, Christophe Chabouté livre une adaptation en bande dessinée.

## Filmographie

### Réalisateur

#### Longs métrages
- 1996 : Caméléone
- 2001 : Les Acteurs anonymes
- 2003 : Nos enfants chéris
- 2006 : Qui m'aime me suive
- 2008 : Les Violette[2]
- 2013 : Tu seras un homme
- 2023 : Ma France à moi

#### Courts métrages
- 1991 : Goal !
- 1992 : Lola Posse
- 1994 : Les Ailes du plaisir
- 2005 : Flagrant délit
- 2005 : Les Citrouilles grossissent, je maigris, quelle chaleur!

#### Séries télévisées
- 2007 : Nos enfants chéris (saison 1 et 2)
- 2013 : Tiger Lily, 4 femmes dans la vie

### Producteur
- 2001 : Les Acteurs anonymes
- 2006 : Qui m'aime me suive
- 2007 : Nos enfants chéris
- 2008 : Les Violette[2]
- 2013 : Tu seras un homme

## Publications
- Yellow Cab, Flammarion, 2017 - Récit adapté en bande dessinée par Christophe Chabouté en 2021 aux éditions Vents d'Ouest
- Mohammad, ma mère et moi, Flammarion, 2018
- Le prix du paradis, Flammarion, 2021
- Formidable , Flammarion, 2023